# Reflexen
För andra betydelser, se Reflex.
Reflexen är en biograf och teater i Kärrtorp i södra Stockholm. Biografen invigdes 1961 och drivs idag  ideellt av 'Kulturföreningen Biograf Reflexen'. Lokalen delas med Teater Reflex.

## Historik

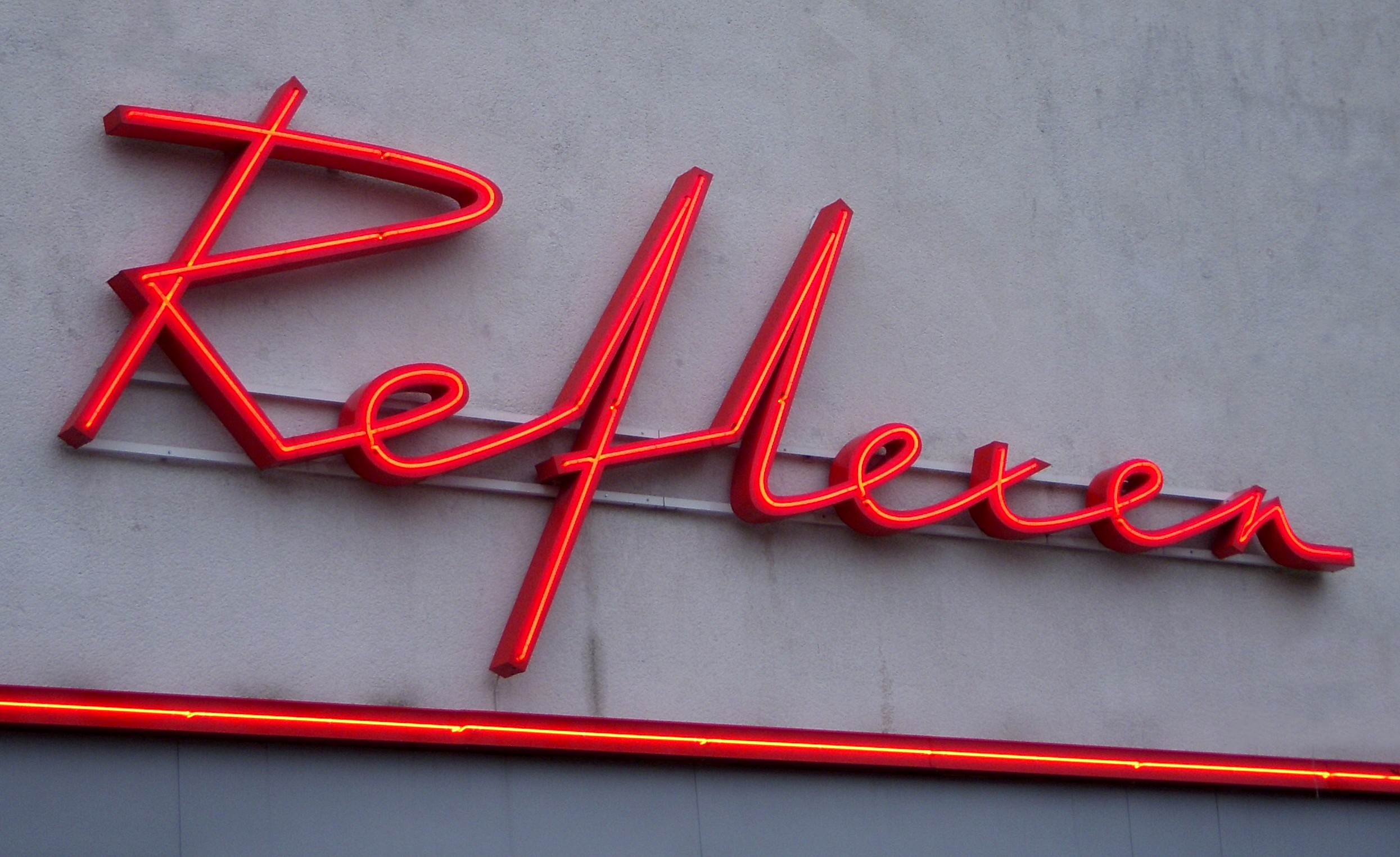
Prisbelönt skylt

Biografen Reflexen byggdes genom Svensk Filmindustri (SF) i en nyuppförd fastighet i direkt anslutning till Kärrtorps centrum. Arkitekt var Sverker Feuk. Salongen hade 437 platser, där ingick 48 så kallade "fästmanssoffor".  Över entrén lyste den numera välkända "Reflexen"-skylten i röd neon. Reflexen hade modern teknik som en Cinemascope-duk med storlek 10,5x4 meter och extra effekthögtalare i salongens tak. 
Reflexen kom till i en tid, då allt fler biografer lades ner i Stockholms innerstad, men med ett befolkningsunderlag av cirka 30 000 boende tyckte man att det fanns underlag för en egen biograf i förorten.  På 1970-talet blev dock besöken i förortsbiograferna allt färre och 1977 upphörde SF med sin verksamhet på Reflexen. Därefter tog Skarpnäcks Kulturkommitté över driften och byggde om biografen för kombinerad film- respektive teatervisning.  Reflexen blev även hemmascen för TURteatern. 1986 började filmklubben Skarpnäcks filmstudio visa film.

## 2000-talet
År 2006 genomfördes en stor renovering av Reflexen, då kom den välkända skylten på plats igen, som hade varit borta under många år. Reflexskylten belönades av Stockholms stadsbyggnadskontor med ett hedersomnämnande vid "Årets skylt 2006". SF:s gamla filmprojektorer vat i drift fram till 2013 då en digital projektor installerades. Kulturkommittén bytte 2016 namn till Kulturföreningen Biograf Reflexen.
TUR-teater flyttad ut 2010 och Teater Reflex flyttade in.
I oktober 2011 hade man premiär på Higher av Marie-Louise Masreliez, en nycirkusföreställning på stora scenen.